# Hemistoma
Hemistomia là một chi ốc nước ngọt cỡ nhỏ, động vật thân mềm chân bụng có mài sống trong môi trường nước ngọt trong họ Hydrobiidae.

## Các loài
Các loài thuộc chi Hemistoma bao gồm:
- Hemistoma beaumonti
- Hemistoma flexicolumella
- Hemistoma gemma
- Hemistoma minutissima
- Hemistoma pusillior
- Hemistoma whiteleggei